# Football Club 1920 Wissembourg
Le Football Club 1920 Wissembourg, abrégé en FC Wissembourg, est un club de football alsacien fondé en 1920 à Wissembourg. Après avoir connu les championnats nationaux dans les années 1980 et 1990, il évolue actuellement en Division 2 Départementale (D11).

## Historique
Le club est fondé le 3 juin 1920, lors d'une réunion tenue au restaurant « La Poste », où les couleurs du club sont par ailleurs choisies.
En 1972-1973, l'équipe des juniors B termine championne d'Alsace.
En 1986-1987, le club évolue en Championnat de France de football de Division 4. Il retrouve ce niveau entre 1989 et 1991 puis est relégué au niveau régional à l'issue du championnat de D4 1990-1991,.

## Palmarès et résultats sportifs

### Titres et trophées
- Division 4 (4e niveau national)
  - 3 saisons

- Division d'honneur Alsace (1er niveau régional)
  - Champion en 1986.
  - Deuxième en 1988, 1989.

### Bilan par saison
| Saison | Div.             | Clas. | Pts. | M.J. | Vic. | Nuls | Déf. | B.P. | B.C. | D.B. | Coupe de France | Coupe d'Alsace |
| ------ | ---------------- | ----- | ---- | ---- | ---- | ---- | ---- | ---- | ---- | ---- | --------------- | -------------- |
| 1983   | DH Alsace        | 5     | 27   | 26   | 12   | 3    | 11   | 30   | 32   | -2   |                 |                |
| 1984   | DH Alsace        | 7     | 26   | 26   | 11   | 4    | 11   | 43   | 45   | -2   |                 |                |
| 1985   | DH Alsace        | 5     | 29   | 26   | 12   | 5    | 9    | 43   | 37   | 6    |                 |                |
| 1986   | DH Alsace        | 1     | 35   | 26   | 14   | 7    | 5    | 35   | 20   | 15   |                 |                |
| 1987   | Division 4 gr. C | 14    | 12   | 26   | 5    | 2    | 19   | 19   | 51   | -32  |                 |                |
| 1988   | DH Alsace        | 2     | 30   | 26   | 9    | 12   | 5    | 38   | 30   | 8    |                 |                |
| 1989   | DH Alsace        | 2     | 35   | 26   | 12   | 11   | 3    | 49   | 27   | 22   |                 |                |
| 1990   | Division 4 gr. C | 12    | 20   | 26   | 6    | 8    | 12   | 22   | 45   | -23  |                 |                |
| 1991   | Division 4 gr. C | 14    | 16   | 26   | 5    | 6    | 15   | 28   | 51   | -23  |                 |                |
| 1992   | DH Alsace        | 12    | 17   | 26   | 6    | 5    | 15   | 24   | 37   | -13  |                 |                |